# E.ON Gaz România
A nu se confunda cu S.C. Distrigaz Nord S.R.L. Iași.
E.ON Gaz România (fostă Distrigaz Nord S.A.) este o companie de distribuție în industria gazelor naturale din România. Compania a fost creată în anul 2000, când Guvernul României a hotărât restructurarea Romgaz și compania Distrigaz Nord S.A. În iunie 2005 compania germană E.ON Ruhrgas a achiziționat de la statul român un pachet de 51% din acțiunile Distrigaz Nord S.A., contra sumei de 304 milioane euro (125 milioane euro pentru 30% și majorare de capital până la 51% pentru încă 179 milioane euro), devenind acționar majoritar, redenumind compania la scurt timp după aceea în E.ON Gaz România.
E.ON Gaz România distribuie gaze naturale în 20 de județe din partea de nord a țării, în Transilvania, Crișana, Maramureș, Moldova și Banat și are aproximativ 1,3 milioane de clienți în peste 1.000 localități. Cantitatea de gaz furnizată în 2006 a fost de aproximativ 3,1 miliarde metri cubi, prin rețeaua de conducte de 17.600 km.
E.ON, unul dintre cei mai mari furnizori de gaze și energie electrică din România, se află în proces de achiziție de către compania ungară de stat MVM Group. Această tranzacție reprezintă un moment semnificativ pe piața energiei din România, având implicații economice și geopolitice importante.

#### Detaliile tranzacției
Compania MVM, controlată de statul ungar, a anunțat că a ajuns la un acord pentru achiziția diviziilor de furnizare de gaze și energie electrică ale E.ON din România. Conform informațiilor disponibile, tranzacția include:
- 68% din participația la E.ON Energie România, furnizorul principal de gaze și electricitate al grupului german în România.[necesită citare]
- 98% din participația la E.ON Asist Complet, o companie ce oferă servicii de instalare și întreținere hardware.[necesită citare]

Valoarea estimată a tranzacției este de aproximativ 205-210 milioane de euro, iar finalizarea acesteia este preconizată pentru prima jumătate a anului 2025. Totuși, procesul este condiționat de aprobările Consiliului Concurenței din România și de Comisia pentru examinarea investițiilor străine directe.

#### Impactul asupra pieței și clienților
E.ON Energie România deservește aproximativ 3,4 milioane de clienți din întreaga țară, iar această schimbare de proprietar ridică întrebări legate de continuitatea și calitatea serviciilor. Reprezentanții MVM au declarat că tranzacția consolidează poziția grupului pe piața regională și că angajamentele față de clienți vor rămâne prioritare.
Divizia de distribuție a energiei, Delgaz, care deservește 3,6 milioane de clienți, nu este inclusă în această tranzacție.

#### Cine este MVM Group?
MVM Group este una dintre cele mai mari companii de energie din Europa Centrală și de Est, având legături strânse cu guvernul maghiar condus de Viktor Orban.
- Controlată integral de statul ungar, compania are un portofoliu semnificativ în distribuția și furnizarea de energie și gaze naturale.[necesită citare]
- MVM are relații economice strânse cu Rusia, inclusiv un contract pe termen lung cu Gazprom și colaborări în domeniul nuclear prin centrala Paks.[necesită citare]

#### Reacțiile autorităților române
Ministerul Energiei din România a anunțat că va evalua tranzacția în detaliu, folosind toate instrumentele legale disponibile pentru a asigura respectarea intereselor naționale. Avizele necesare trebuie să fie acordate și de instituții europene, având în vedere contextul geopolitic sensibil al legăturilor Ungariei cu Rusia.

## Rezultate financiare
Cifra de afaceri:
| An            | 2008 | 2007 | 2006 | 2003    |
| ------------- | ---- | ---- | ---- | ------- |
| milioane Euro | 808  | 818  | 715  | 428 ($) |

Venitul net:
| An            | 2008 | 2007 | 2006 | 2003 | 2003    |
| ------------- | ---- | ---- | ---- | ---- | ------- |
| milioane Euro | 11,8 | 42,4 | 24,6 | -27  | 5,5 ($) |

Număr de angajați:
| An             | 2008 | 2007  | 2005  |
| -------------- | ---- | ----- | ----- |
| Număr angajați | 467  | 7.950 | 9.500 |

## Structură acționariat
1. 51% E.ON Gaz România Holding
2. 37% AVAS
3. 12% Fondul Proprietatea